# Strada statale 341 Gallaratese
La strada statale 341 Gallaratese (SS 341) è una strada statale italiana che collega Novara a Varese passando per Gallarate.

## Percorso
Ricalca in parte il percorso di un'importante strada romana, la via Gallica. Inizia a Novara nella periferia est della città (il tratto urbano corrisponde a Corso Trieste) e collega la città piemontese con Varese, precorrendo la fascia di pianura compresa tra il corso del fiume Ticino e l'autostrada A8. Dopo aver superato il comune di Galliate, di cui evita l'abitato mediante apposita variante, attraversa il Ticino ed entra in Lombardia passando per Turbigo, Castano Primo, Vanzaghello, dove interseca la strada statale 336 dell'Aeroporto della Malpensa, e arriva quindi a Gallarate, dove confluisce nella strada statale 33 del Sempione ed attraversa la città. Una parte di tale tratto ospitò, fra il 1880 e il 1966, il binario della tranvia Milano-Gallarate, gestita dalla STIE.
Prosegue verso nord, parallela all'autostrada A8, attraverso i comuni di Cavaria con Premezzo, Jerago con Orago, Albizzate, Castronno, Gazzada Schianno e arriva poi a Varese. Collegando zone altamente popolate e industrializzate, è spesso soggetta a traffico elevato e il limite di velocità, soprattutto nella tratta da Gallarate a Varese, non supera quasi mai i 50 km/h.
In passato, per il tratto piemontese, era la strada provinciale 3 Novara - Castano Primo (SP 3) e, nel 1958, si decise di elevarla al rango di statale, cosa che avvenne anni dopo; il nuovo nome fu strada statale 341 Gallaratese e la gestione passò all'ANAS.
In seguito al decreto legislativo n. 112 del 1998, dal 2001 la gestione del tratto Gallarate-Varese (cioè dal km 30,000 in poi) è passata dall'ANAS alla Regione Lombardia, che ha provveduto al trasferimento dell'infrastruttura al demanio della Provincia di Varese, che l'ha riclassificata secondo la denominazione di strada provinciale 341 Gallaratese (SP 341), fino all'attuazione del piano rientro strade 2021 da parte del governo, quando la competenza è tornata ad ANAS riprendendo la denominazione originaria.

## Lavori e Progetti
È stato approvato il nuovo progetto della bretella di Gallarate ovvero il primo tratto della variante della SS341 che collegherà Vanzaghello a Gallarate con una lunghezza di circa 8 km evitando di passare dalla trafficata SS336.
Ora, è in costruzione la "Bretella di Gallarate": un tratto di 2 chilometri che collegherà la SS336 all'autostrada A36